# Staņislavs Lugailo
Staņislavs Lugailo (ros. Станислав Антонович Люгайло, trb. Stanisław Antonowicz Lugajło; ur. 1 stycznia 1938 w Suchumi, zm. 11 kwietnia 2021 w Charkowie) – radziecki i ukraiński siatkarz, reprezentant Związku Radzieckiego, złoty medalista igrzysk olimpijskich w 1964.

## Życiorys
Był w składzie reprezentacji Związku Radzieckiego na igrzyskach olimpijskich w Tokio w 1964. Reprezentacja ZSRR zajęła 1. miejsce na tej imprezie, a Lugailo nie zagrał w ani jednym meczu. Był zawodnikiem ryskiego klubu Radiotechnik od 1964 do zakończenia kariery sportowej w 1970. Z tym zespołem w mistrzostwach ZSRR zajmował 2. miejsce w 1963, 1965 i 1966 oraz 3. miejsce w 1968 i 1969.
Na początku lat 70. XX wieku przeprowadził się do Ukraińskiej SRR, gdzie pracował jako trener z donieckimi zespołami Dynamo (mężczyźni) i Spartak (kobiety). W latach 1991–1996 pracował na Filipinach, gdzie był trenerem m.in. reprezentacji  żeńskiej i męskiej tego kraju. Po powrocie do Doniecka pełnił funkcję trenera w klubie Medika SzWSM (obecnie Donnuet SzWSM). Przez wiele lat mieszkał w Doniecku. W 2014 przeniósł się do Charkowa, gdzie do śmierci pracował w Wyższej Szkole Kultury Fizycznej i Sportu, a także pomagał trenować żeńską drużynę siatkarską obwodu charkowskiego.
W 1970 ukończył Łotewski Państwowy Instytut Kultury Fizycznej. Za osiągnięcia sportowe został w 1990 wyróżniony tytułem Zasłużony Mistrz Sportu ZSRR. Pomimo iż urodził się na terenie dzisiejszej Gruzji a większość życia spędził na ziemiach ukraińskich to Łotewski Komitet Olimpijski zalicza go do kanonu sportowców narodowości łotewskiej.